# 알제리 축구 연맹
알제리 축구 연맹(아랍어: الاتحادية الجزائرية لكرة القدم, 프랑스어: Fédération algérienne de football)은 알제리의 축구를 관리하는 기관이다.
1962년에 설립되었으며 수도 알제를 기반으로 한다. 알제리 축구 리그 시스템에 대한 관할권을 가지고 있으며 남성 및 여성 국가대표팀을 담당한다. 비록 1958년 이래로 비공식적인 국가대표팀이 경기를 치렀지만, 최초로 공인된 국제 경기는 독립한지 약 6개월 후인 1963년 1월에 열렸다. 2021년에는 알제리 축구 연맹에 20개의 구조물이 추가되었다. 알제리 축구 연맹은 FIFA의 회원으로 간주된다.

## 같이 보기
- 아프리카 축구 연맹
- 북아프리카 축구 연맹
- 아랍 축구 연맹
- 알제리 축구 국가대표팀
- 알제리 여자 축구 국가대표팀